# Dorky Park
Dorky Park (Wortspiel mit dorky, ,bescheuert‘ und Gorki-Park) ist eine internationale Tanzkompanie mit Sitz in Berlin. Ihre künstlerische Leiterin ist die argentinische Choreographin Constanza Macras. Zur Produktion von MIR 3: Endurance gründete diese 2002 die Kompanie.
Dorky Park besteht aus einem Produktionsbüro und der eigentlichen Kompanie. Seit 2003 arbeitet die Kompanie mit der Dramaturgin Carmen Mehnert zusammen und erschafft Stücke, die Tänzer, Schauspieler und Musiker mit Künstlern zwischen vier und 72 Jahren zusammenbringen und Text, Live-Musik, Tanz und Video miteinander kombinieren.

## Produktionen
Im Sommer 2003 wurde das Stück Back to the Present gezeigt, welches in den verlassenen Räumen des Kaufhauses Jandorf in Berlin-Mitte integrativ umgesetzt wurde. Das Vier-Stunden-Stück wurde dem Publikum im ganzen Haus dargebracht, samt zweier Bars und einem Teesalon. Nach dem Erfolg des standortspezifischen Stücks entwarf Macras mit Dorky Park in erstmaliger Zusammenarbeit mit der Schaubühne am Lehniner Platz eine Bühnenversion des Stückes.
Ein weiteres Projekt im Jahr 2003 war die Produktion Scratch Neukölln, eine der ersten Produktionen des neu gegründeten Hebbel am Ufer. Für dieses Stück engagierte die Kompanie zehn Kinder und Jugendliche aus Immigrantenfamilien, wohnhaft in Berlin-Neukölln. Im Jahr 2005 entstand gemeinsam mit den Berliner Festspielen und der Schaubühne am Lehniner Platz das Stück Big in Bombay und im Hebbel am Ufer Sure, Shall We Talk About It?. Ebenfalls 2005 entstand No Wonder in Zusammenarbeit mit Lisi Estaràs und dem Theater Hebbel am Ufer. 2007 feierte I’m Not The Only One. Part 1 and 2 Premiere in der Berliner Volksbühne im Prater. 
Ebenfalls 2007 entstand Brickland an der Schaubühne am Lehniner Platz in Koproduktion mit Kampnagel Hamburg, Teatro Comunale di Ferrara, Théâtre de la Place Liège und Le Duo Dijon. Im November 2006 luden „Les Grandes Traversées“ Constanza Macras und ihre Kompanie zu ihrem einwöchigen Festival nach Bordeaux ein. Im Rahmen der Carte Blanche à Constanza Macras wurden innerhalb einer Woche sechs Produktionen der Kompanie in 10 Vorstellungen aufgeführt. In Anlehnung an das 2003 entstandene Scratch Neukölln arbeitete Dorky Park weiterhin an Hell on Earth, einer Produktion mit dem Hebbel am Ufer HAU 1, die im April 2008 Premiere hatte.